# Mari Eide
Mari Eide (18 novembre 1989) è una fondista norvegese.

## Biografia
In Coppa del Mondo ha esordito il 14 marzo 2010 a Oslo (45ª) e ha ottenuto la prima vittoria, nonché primo podio, il 4 dicembre 2011 a Düsseldorf. Ai Mondiali di Seefeld in Tirol 2019, suo esordio iridato, ha vinto la medaglia di bronzo nella sprint.

## Palmarès

### Mondiali
- 1 medaglia:
  - 1 bronzo (sprint a Seefeld in Tirol 2019)

### Coppa del Mondo
- Miglior piazzamento in classifica generale: 44ª nel 2018
- 2 podi (entrambi a squadre):
  - 1 vittoria
  - 1 terzo posto

#### Coppa del Mondo - vittorie
| Data            | Località   | Nazione  | Spec.                              |
| --------------- | ---------- | -------- | ---------------------------------- |
| 4 dicembre 2011 | Düsseldorf | Germania | TS TL (con Maiken Caspersen Falla) |

Legenda:

TL = tecnica libera

TS = sprint a squadre